# Strada statale 577 del Lago di Campotosto
La ex strada statale 577 del Lago di Campotosto (SS 577), ora strada regionale 577 del Lago di Campotosto (SR 577) in Abruzzo, e strada regionale 577 Lago di Campotosto (SR 577) nel Lazio, è una strada regionale italiana di collegamento interregionale tra Lazio ed Abruzzo.

## Percorso
La strada si sviluppa interamente all'interno del parco nazionale del Gran Sasso e Monti della Laga ed ha origine distaccandosi dalla strada statale 80 del Gran Sasso d'Italia all'altezza del km 28,800. Dopo pochi chilometri raggiunge il lago di Campotosto, costeggiando l'invaso da sud a nord sul versante orientale, fino a raggiungere la località di Campotosto e la sua frazione di Poggio Cancelli. La strada prosegue quindi verso nord entrando così nel Lazio, terminando il suo percorso nel centro abitato di Amatrice, innestandosi con la strada statale 260 Picente.
In seguito al decreto legislativo n. 112 del 1998, dal 2001, la gestione del tratto abruzzese è passata dall'ANAS alla Regione Abruzzo che ha provveduto al trasferimento dell'infrastruttura al demanio della Provincia dell'Aquila. Dal 1º febbraio 2002 la gestione del tratto laziale è passata dall'ANAS alla Regione Lazio, che ha ulteriormente devoluto le competenze alla Provincia di Rieti. Dal 5 marzo 2007 la società Astral ha acquisito la titolarità di concessionario di tale tratto.